# Side (żona Oriona)
Side (także Sida; gr. Σίδη Sídē, łac. Side) – w mitologii greckiej żona Oriona. Została strącona przez Herę do Tartaru, ponieważ pretendowała do bycia piękniejszą niż bogini.